# تقدیس
تقدیس (انگلیسی: Sanctification) به‌معنای پاک و منزه کردن و به پاکی و پاکیزگی منسوب کردن است. به عبارتی دیگر، پاک خواندن و پاک شمردن یا به پاکی ستودن است. این عبارت بیشتر در حوزهٔ مفاهیم دینی به‌کار می‌رود.